# Эртль, Йозеф
Йозеф Эртль (нем. Josef Ertl; 7 марта 1925, Обершлайсхайм — 16 ноября 2000, Мурнау-ам-Штаффельзее) — немецкий политик, член СвДП. Федеральный министр продовольствия, сельского и лесного хозяйства ФРГ в 1969—1983 годах.

## Биография
Эртль родился в семье крестьянина, вырос в Обершлайсхайме под Мюнхеном. Получив аттестат зрелости в 1943 году, вступил в НСДАП и был призван на фронт, где пилотировал пикирующий бомбардировщик. По окончании войны получил сельскохозяйственное образование и затем изучал сельское хозяйство во Фрайзинге, получил диплом. Поступил на государственную службу в Баварии и в 1952—1959 годах работал в баварском государственном министерстве продовольствия, сельского и лесного хозяйства. В 1952 году Эртль вступил в Свободной демократическую партию Германии. В 1959—1961 годах в звании старшего советника по вопросам сельского хозяйства руководил управлением сельского хозяйства в Мисбахе.
В 1961—1987 годах Эртль являлся депутатом бундестага ФРГ. В 1968—1969 годах занимал должность заместителя председателя фракции СвДП. В 1971 году Йозеф Эртль сменил Дитриха Банера на посту председателя баварского отделения СвДП и оставался на этом посту до 1983 года.
После выборов в бундестаг 1969 года 22 октября Йозеф Эртль был назначен федеральным министром продовольствия, сельского и лесного хозяйства ФРГ в правительстве Вилли Брандта. Эту должность Эртль также занимал в правительстве Гельмута Шмидта. После развала социал-либеральной коалиции 17 сентября 1982 года Эртль ушёл в отставку вместе с другими министрами — членами СвДП. После избрания федеральным канцлером Гельмута Коля Эртль вновь вошёл в правительство ФРГ в ранге федерального министра продовольствия, сельского и лесного хозяйства 4 октября 1982 года. После неудачных для свободных демократов досрочных выборов в бундестаг 1983 года в результате переговоров о формировании коалиции за СвДП сохранилось только три министерских портфеля. Министром сельского хозяйства должен был стать член ХСС, и 29 марта 1983 года Эртль вышел в отставку.
В 1953 году Йозеф Эртль женился на Пауле Никлас, дочери своего предшественника на посту федерального министра сельского хозяйства Вильгельма Никласа. В пасхальный понедельник 1993 года в результате нападения быка в семейном поместье Эртль получил тяжёлые повреждения и с этого времени передвигался на инвалидном кресле. Спустя семь лет 10 ноября 2000 года в том же поместье в Ротте с Йозефом Эртлем произошёл ещё один несчастный случай, в результате которого он получил не совместимые с жизнью обширные ожоги. Похоронен на нагорном кладбище в Бад-Висзе.